# Buchenavia tomentosa
Buchenavia tomentosa là một loài thực vật có hoa trong họ Trâm bầu. Loài này được Eichler mô tả khoa học đầu tiên năm 1866.